# Baptisia bracteata
Baptisia bracteata är en ärtväxtart som beskrevs av Stephen Elliott. Baptisia bracteata ingår i släktet Baptisia och familjen ärtväxter.

## Underarter
Arten delas in i följande underarter:
- B. b. bracteata
- B. b. glabrescens
- B. b. laevicaulis

## Bildgalleri

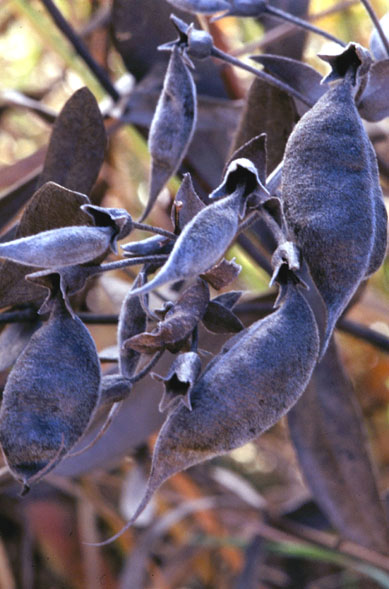
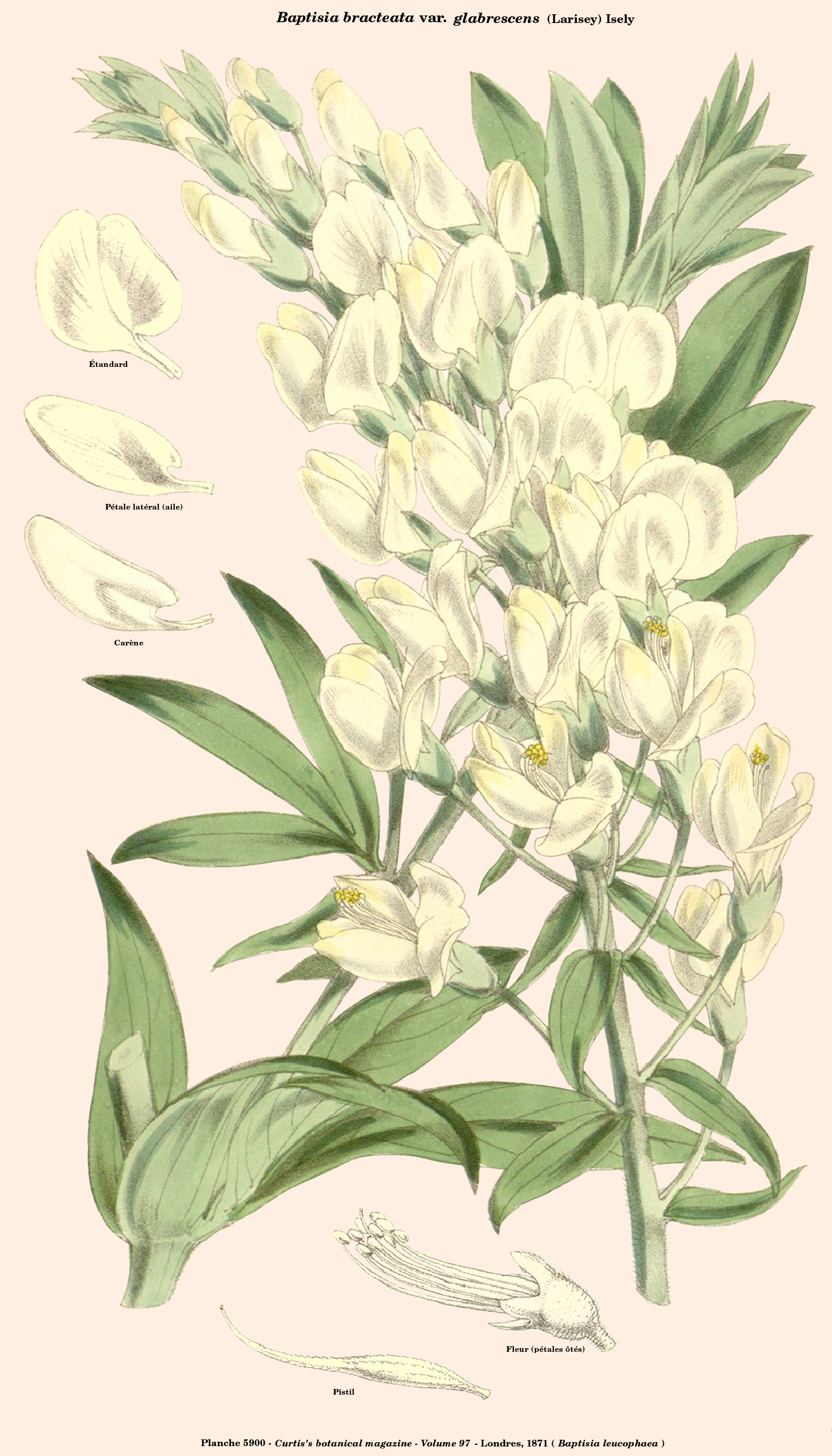